# 曲尾叶蝉属
曲尾叶蝉属（学名：Bentus）为叶蝉科的一个属。

## 下属物种
本属包括以下物种：
- 黄纹曲尾叶蝉 Bentus flavomaculatus (Kato, 1933)